# つづれおり
『つづれおり』（Tapestry）は、1971年2月10日に発表された、シンガーソングライターのキャロル・キングの2枚目のソロ・アルバムである。ロックの時代において神髄の作品であるという地位を得た。プロデュースはルー・アドラー。
アメリカにおいて15週連続1位を獲得し、その後約6年（306週）に亘りチャートに登場していた。アルバムは、4つのグラミー賞（最優秀アルバム賞、最優秀女性ポップ・ヴォーカル、最優秀レコード賞「イッツ・トゥー・レイト」、最優秀楽曲賞「君の友だち」）も獲得している。

## 解説
キングは、全ての曲を単独または共同で制作しており、一部の曲は既に他のアーティストの歌唱によってヒットしていた。例として、アレサ・フランクリンの「ナチュラル・ウーマン」とシュレルズの「ウィル・ユー・ラヴ・ミー・トゥモロー」が挙げられる。収録曲のうち3曲は、彼女の元夫であるジェリー・ゴフィンと共同で制作したものである。キングに自作曲を歌うように勧めた人物であり、このアルバムの演奏にも参加したジェームス・テイラーは、「君の友だち」をカバーし、全米1位を獲得する大ヒットを記録した。
『ローリング・ストーン誌が選ぶオールタイム・ベストアルバム500』(2020年版)に於いて、25位にランクイン。2002年にVH1は『つづれおり』をベストアルバムの39位に選んだ。2003年、このアルバムはアメリカ議会図書館の全米録音資料登録簿(National Recording Registry)に選ばれた50の作品の1つになった。
1995年のトリビュート・アルバム『つづれおり~キャロル・キング・トリビュート(Tapestry Revisited: A Tribute to Carole King)』には、ロッド・スチュワート、フェイス・ヒル、ビージーズ、セリーヌ・ディオンなどが参加し、キング自身も制作に協力している。2003年にも、『A New Tapestry — Carole King Tribute』として発売された。

## 曲目
特記されている曲以外はキャロル・キングによる作詞・作曲。
Side 1
1. 空が落ちてくる - "I Feel the Earth Move" – 2:58
2. 去りゆく恋人 - "So Far Away" – 3:55
3. イッツ・トゥー・レイト - "It's Too Late" (作詞はToni Stern) – 3:53
4. ホーム・アゲイン - "Home Again" – 2:29
5. ビューティフル - "Beautiful" – 3:08
6. 幸福な人生 - "Way Over Yonder" – 4:44

Side 2
1. 君の友だち - "You've Got a Friend" – 5:09
2. 地の果てまでも - "Where You Lead" (作詞はStern) – 3:20
3. ウィル・ユー・ラヴ・ミー・トゥモロー - "Will You Love Me Tomorrow?" (Gerry Goffin, King) – 4:12
4. スマックウォーター・ジャック - "Smackwater Jack" (Goffin, King) – 3:41
5. つづれおり - "Tapestry" – 3:13
6. ナチュラル・ウーマン - "(You Make Me Feel Like) A Natural Woman" (Goffin, King, Jerry Wexler) – 3:49

### 1980年ハーフ・スピード・マスター版
CBSのマスターサウンドレーベルから発売された版はハーフスピードでカッティングされ、高品質のビニール盤にプレスされた。曲順はオリジナル版と一緒である。

### CD再発版
1999年にCDとして再発売した。2つの未発表曲が収録されている。
1. アイ・フィール・ジ・アース・ムーヴ  – 2:58
2. ソー・ファー・アウェイ – 3:55
3. イッツ・トゥー・レイト - 3:53
4. ホーム・アゲイン - 2:29
5. ビューティフル - 3:08
6. ウェイ・オーヴァー・ヨンダー - 4:44
7. 君の友だち - 5:09
8. 地の果てまでも - 3:20
9. ウィル・ユー・ラヴ・ミー・トゥモロウ - 4:12
10. スマックウォーター・ジャック – 3:41
11. つづれおり – 3:13
12. ナチュラル・ウーマン – 3:49
13. アウト・イン・ザ・コールド - "Out in the Cold" (ボーナス) – 2:44
14. スマックウォーター・ジャック - "Smackwater Jack" (Live) (ボーナス) – 3:21

## レガシー・エディション
2008年4月22日、ソニーBMG、エピック、オードは2枚組のレガシー・エディションを発売した。オリジナル版の曲は全てリマスターされ、ボーナスディスクには12曲中11曲のライブ演奏（ボーカル・ピアノ・シンセサイザー）が収録されている。ライブは1973年（ボストン、メリーランド州コロンビア、ニューヨーク・セントラル・パーク）から1976年（サンフランシスコ・ウォーメモリアル・オペラハウス）までの演奏である。この豪華版は厚い冊子が付属している。中身が増えたライナーノーツと写真で構成されている。

## ボーナスディスク曲目
1. "I Feel the Earth Move" (Live) - 3:07
2. "So Far Away" (Live) - 3:34
3. "It's Too Late" (Live) - 3:56
4. "Home Again" (Live) - 2:23
5. "Beautiful" (Live) - 2:29
6. "Way Over Yonder" (Live) - 4:25
7. "You've Got a Friend" (Live) - 4:50
8. "Will You Love Me Tomorrow?" (Live) - 3:21
9. "Smackwater Jack" (Live) - 3:08
10. "Tapestry" (Live) - 3:03
11. "(You Make Me Feel Like) A Natural Woman" (Live) - 4:01

## 演奏
- キャロル・キング – シンセサイザー、ギター、ピアノ、キーボード、ボーカル、バックグラウンド・ボーカル
- Curtis Amy – バスフルート、バリトン・サックス、ソプラノ・サックス、テナー・サックス、ストリングス四重奏
- Steve Barzyk – ドラムス
- David Campbell – チェロ、ヴィオラ
- メリー・クレイトン – バックグラウンド・ボーカル
- Terry King – チェロ、テナー・サックス、ストリングス四重奏
- ダニー・コーチマー – アコースティック・ギター、コンガ、エレクトリック・ギター、ボーカル
- ラス・カンケル – ドラムス
- Charles Larkey – ベース、エレクトリックベース、コントラバス、ストリングス四重奏
- ジョニ・ミッチェル – バックグラウンド・ボーカル
- Joel O'Brian – ドラムス
- Ralph Schuckett – ピアノ、キーボード、電子ピアノ
- Barry Socher – ヴァイオリン、テナー・サックス、ヴィオラ、四重奏
- Perry Steinberg – ベース、ヴァイオリン、テナーサックス、コントラバス
- "The Mitchell/Taylor Boy and Girl Choir" (ジョニ・ミッチェルとジェームス・テイラー) – バック・クワイア
- ジェームス・テイラー – アコースティックギター、ギター、ボーカル、グランファルーン
- Julia Tillman – ボーカル、バックグラウンド・ボーカル

## プロダクション
- プロデューサー: Lou Adler
- エンジニア: Vic Anesini, Hank Cicalo, Bob Irwin, Carole King
- A&R: Steven Berkowitz
- ミキシング: Bob Irwin
- マスタリング: Vic Anesini, Steve Hall
- サラウンドミックス: Paul Klingberg
- プロダクト・マネージャー: Jessica Sowin
- プロジェクト・マネージャー: Jessica Sowin
- プロジェクト・ディレクター: Howard Frank
- 準備: Bob Irwin
- アート・ディレクター: Roland Young
- デザイン: Chuck Beeson
- 再発版デザイン: Smay Vision
- 写真: Jim McCrary
- アート・ワーク: Michael Pultand
- ライナーノーツ: James Taylor

## ビルボード・チャート
| アルバム |                                        |      |
| 年       | チャート                               | 順位 |
| 1971     | ビルボード・ポップ・アルバム・チャート | 1    |
| 2000     | トップ・インターネット・チャート       | 13   |

| ビルボード・ヒット・シングル |                                    |                            |                |
| 年                           | シングル                           | ビルボードシングルチャート | チャート最高位 |
| 1971年                       | アイ・フィール・ジ・アース・ムーヴ | ポップ・シングル・チャート | 1              |
| 1971年                       | イッツ・トゥー・レイト             | アダルト・コンテンポラリー | 1              |
| 1971年                       | イッツ・トゥー・レイト             | ポップ・シングル・チャート | 1              |
| 1971年                       | スマックウォーター・ジャック       | ポップ・シングル・チャート | 14             |
| 1971年                       | ソー・ファー・アウェイ             | アダルト・コンテンポラリー | 3              |
| 1971年                       | ソー・ファー・アウェイ             | ポップ・シングル・チャート | 14             |

## 受賞
| グラミー賞 |                            |                              |
| 年         | 受賞作品                   | 分野                         |
| 1971       | 「イッツ・トゥー・レイト」 | 最優秀レコード賞             |
| 1971       | 『つづれおり』             | 最優秀アルバム賞             |
| 1971       | 『つづれおり』             | 最優秀女性ポップ・ヴォーカル |
| 1971       | 「君の友だち」             | 最優秀楽曲賞                 |

## セールス
| 国             | セールス   |
| -------------- | ---------- |
| アメリカ合衆国 | 11,000,000 |
| イギリス       | 1,000,000  |
| 日本           | 400,000    |
| スペイン       | 300,000    |

| 先代 ローリング・ストーンズ 『スティッキー・フィンガーズ』 | Billboard 200ナンバーワンアルバム(15週連続) 1971年6月19日 - 10月1日 | 次代 ロッド・スチュワート 『エヴリ・ピクチャー・テルズ・ア・ストーリー』 |